# PGC 64054
PGC 64054, auch ESO-461-36, ist eine irreguläre Zwerggalaxie vom Hubble-Typ dIrr im Sternbild Schütze am Südsternhimmel. Sie ist schätzungsweise 21 Millionen Lichtjahre von der Milchstraße entfernt.